# Sheriffstadion
Het Sheriffstadion is een voetbalstadion in de stad Tiraspol in Moldavië. De vaste bespelers zijn FC Sheriff Tiraspol en FC Tiraspol. Het stadion biedt plaats aan 14.300 toeschouwers en is daarmee het grootste stadion van Moldavië. De eigenaar is het Moldavische bedrijf Sheriff.
Het stadion is onderdeel van een ruim veertig hectare groot sportcomplex met een tweede, kleiner stadion met een atletiekbaan, een indoor voetbalstadion, diverse trainingsvelden, een voetbalacademie en een hotel. Ook biedt het woningen voor de spelers van FC Sheriff.
De bouw van het complex begon in augustus 2000. Het stadion werd in juli 2002 in gebruik genomen. Het is het enige stadion in de regio Transnistrië dat voldoet aan de veiligheidseisen van de UEFA.

## Interlands
Het Moldavisch voetbalelftal speelde zes interlands in het Sheriffstadion.
| 1 | 2 april 2003      | Moldavië – Nederland   | 1 – 2 | EK 2004 kwalificatie |
| 2 | 7 juni 2003       | Moldavië – Oostenrijk  | 1 – 0 | EK 2004 kwalificatie |
| 3 | 10 september 2003 | Moldavië – Wit-Rusland | 2 – 1 | EK 2004 kwalificatie |
| 4 | 18 augustus 2004  | Moldavië – Georgië     | 1 – 0 | Oefeninterland       |
| 5 | 28 mei 2008       | Moldavië – Armenië     | 2 – 2 | Oefeninterland       |
| 6 | 6 september 2008  | Moldavië – Letland     | 1 – 2 | WK 2010 kwalificatie |